# ADR Jicaral
Asociación Deportiva y Recreativa Jicaral Sercoba – kostarykański klub piłkarski z siedzibą we wsi Jicaral, w prowincji Puntarenas. Występuje w rozgrywkach Liga de Ascenso. Domowe mecze rozgrywa na obiekcie Estadio Asociación Cívica Jicaraleña. Często określany jako Jicaral Sercoba.

## Historia
Klub został założony w maju 2007 przez mieszkańców Jicaral na czele z lokalnym przedsiębiorcą Royem Barrantesem, właścicielem supermarketu Sercoba. W 2013 roku Jicaral dołączył do drugiej ligi kostarykańskiej na licencji klubu Cartagena-Cañas. W 2019 roku drużyna wywalczyła historyczny awans do kostarykańskiej Primera División po pokonaniu w dwumeczu barażowym Guanacasteki (0:0, 2:1). W najwyższej klasie rozgrywkowej klub grał trzy lata (2019–2022), po czym spadł do drugiej ligi.